# Myonia imitatrix
Myonia imitatrix är en fjärilsart som beskrevs av W. Warren 1909. Myonia imitatrix ingår i släktet Myonia och familjen tandspinnare. Inga underarter finns listade i Catalogue of Life.